# Apache Commons IO
Apache Commons IO（アパッチ・コモンズ・アイオー）は、ApacheのトッププロジェクトであるApache Commonsにある、Javaのjava.ioパッケージを拡張するライブラリである。

## 使用例

### 例1
ディレクトリ内の全てのファイルとディレクトリ自身を削除する。
```
FileUtils.deleteDirectory(new File("testDirectory"));
```

### 例2
ファイルのコピー。
```
FileUtils.copyFile(new File("src.txt"), new File("dest.txt"));
```